# Bilton-in-Ainsty with Bickerton
Bilton-in-Ainsty with Bickerton est une paroisse civile du Yorkshire du Nord, en Angleterre.